# Urogonimus macrostomus
Urogonimus macrostomus patří do třídy motolic (Trematoda). Je to parazitický ploštěnec, jehož výskyt v přírodě je vázán na výskyt plže jantarku obecnou (Succinea putris). Dosahuje velikosti 10 mm.

## Rozmnožování
Jako všechny motolice, má i Urogonimus macrostomus složitý vývojový cyklus. Dospělá motolice žije jako parazit ve střevech různých druhů ptáků (především pěvců). Produkuje vajíčka s pevným obalem, které tělo hostitele opouštějí společně s trusem. Trus se dostává na rostliny, kterými se živí jantarka obecná. Jestliže dojde k pozření vajíčka, ve střevě plže se z něj uvolní larva, penetruje trávicí trubici a usadí se v hepatopankreatu. Zde se vyvine v bohatě větvenou sporocystu a naroste do relativně velkých rozměrů. Sporocysta se přesune do hlavové části plže a začne silně pulzovat v nitru tykadla. Těmito nápadnými, rychlými pohyby vzbudí pozornost ptáka, který začne do plže klovat, dojde k prasknutí tykadla a uvolnění sporocyst. Pták sporocystu, obsahující několik stovek tzv. cerkarií, polkne a uvnitř jeho těla se cerkarie vyvinou v dospělce.